# Оливьери, Пьетро Паоло
Пьетро Паоло Оливьери (итал. Pietro Paolo Olivieri; 1551, Рим — 6 июля 1599, Рим) — итальянский скульптор и архитектор периода маньеризма.

## Биография
Пьетро Паоло Оливьери родился в Риме в семье Антонио, но о его ученичестве нет никаких сведений, за исключением его контактов с мастером Гульельмо Делла Порта.
Оливьери был типичным представителем искусства римского маньеризма конца XVI века, который был основан на следовании образцам предыдущего периода Высокого Возрождения в Риме, а также достижениям Микеланджело Буонарроти.
19 марта 1574 года Пьетро Паоло Оливьери был избран членом «Папской академии изящных искусств и словесности виртуозов Пантеона» (итал. Pontificia Insigne Accademia di Belle Arti e Letteratura dei Virtuosi al Pantheon), а в 1577 году — Национальной академии Святого Луки.
В начале своей профессиональной деятельности, в 1574 году, Оливьери создал для семьи Маттеи мраморную скульптуру Клеопатры, которая в настоящее время находится в Палаццо Корсини алла Лунгара, являясь прекрасным образцом римского классицизма шестнадцатого века. Оливери часто работал для Маттеи, как архитектор садов виллы (1592), так и скульптором (недатированная мраморная Андромеда и мраморная группа Аполлона и Марсия).
26 июня 1576 года Оливьери получил заказ на создание статуи папы Григория XIII для Палаццо Сенаторио, завершённой в мае 1577 года, а с 1876 года находившейся в базилике Санта-Мария-ин-Арачели. Эта работа выполнена под влиянием статуи «Моисея» Микеланджело и уроков Гульельмо делла Порта (гробница папы Григория XIII в базилике Святого Петра в Ватикане).
Летом 1584 года Оливьери начал работу над надгробным памятником папе Григорию XI в базилике Санта-Франческа-Романа, завершённым в марте 1589 года.
В августе 1587 года Оливьери присоединился к группе скульпторов, создававших Сикстинскую капеллу (папы Сикста V) базилики Санта-Мария-Маджоре, где выполнил мраморную скульптуру Святого Антония Падуанского, а также Мадонну с Младенцем в сцене Рождества. В те же годы Оливьери сотрудничал со скульптором Фламинио Вакка в работе над рельефом «История Иисуса Навина» для фонтана Аква-Феличе по проекту архитектора Доменико Фонтана, завершённым в июле 1588 года.
Вместе с Ф. Ваккой и Л. Сормани он восстановил скульптуры Фонтана Диоскуров Квиринальского дворца (1589—1590), последний проект папы Сикста V. Он также, вероятно, работал в капелле Витторини церкви Иль-Джезу, где ему приписывают создание первого ангела слева (ок. 1590—1595).
С 1594 по 1595 год Оливьетри был архитектором базилики Сант-Андреа-делла-Валле, хотя вместо участия в проекте церкви он выполнял роль суперинтенданта (руководителя строительства), а проект был разработан Гульельмо Делла Порта.
С 1595 года он стал активно работать в качестве архитектора семьи Каэтани и, возможно, поэтому заменил Франческо Каприани, который умер годом ранее, в качестве архитектора капеллы в базилике Санта-Пуденциана, а также проектировал главный алтарь, включая мраморный алтарный образ Поклонения волхвов.
С 1597 года Оливьери был архитектором базилики Сан-Джованни-ин-Латерано. Его последняя работа состояла в создании позолоченного бронзового алтаря Святого Причастия для этого храма (1599), заказанного папой Климентом VIII к юбилейному 1600 году.
Пьетро Паоло Оливьери скончался 6 июля 1599 года в Риме.

## Галерея

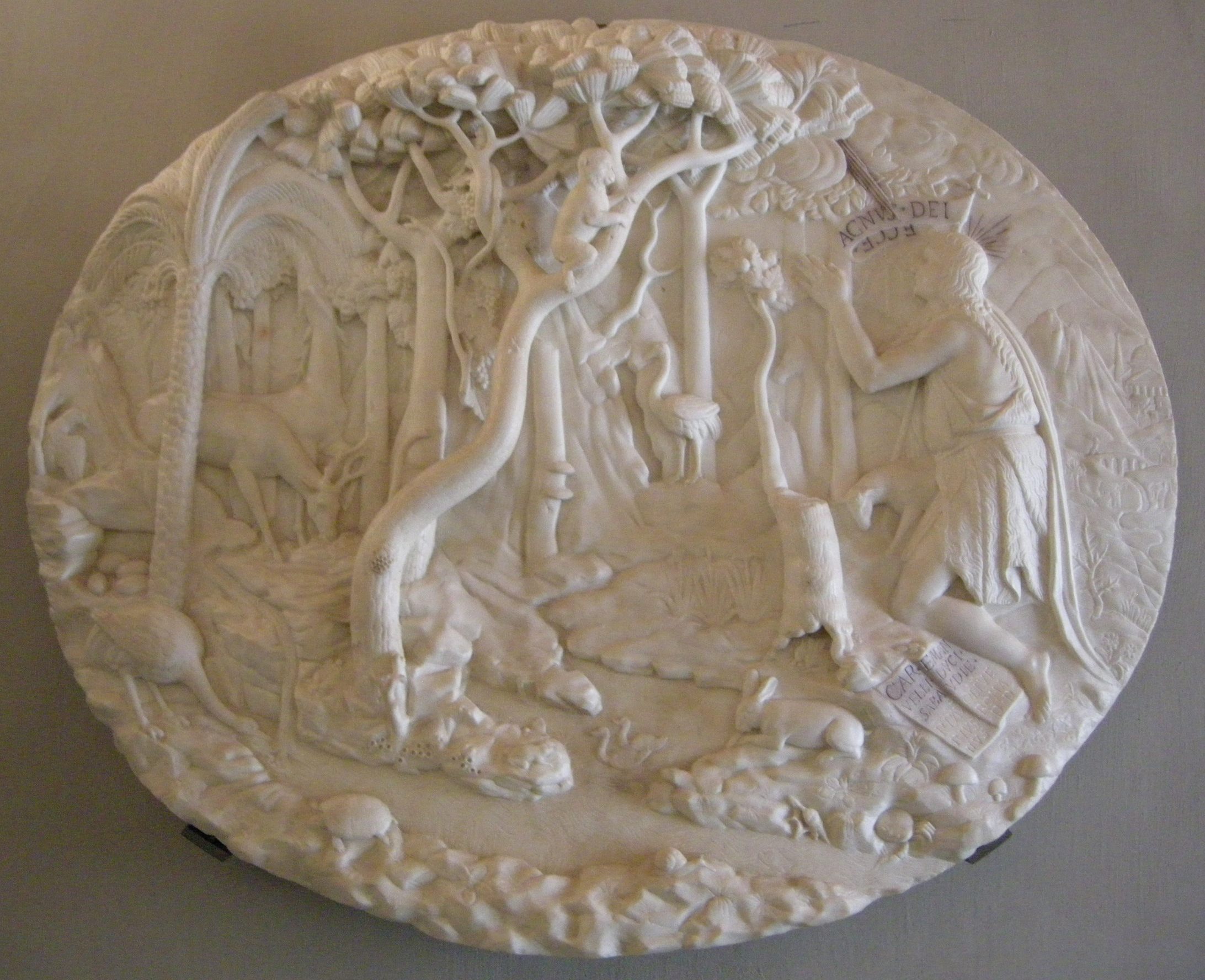
Иоанн Креститель в пустыне. Мрамор. Муниципальный музей древнего искусства, Турин
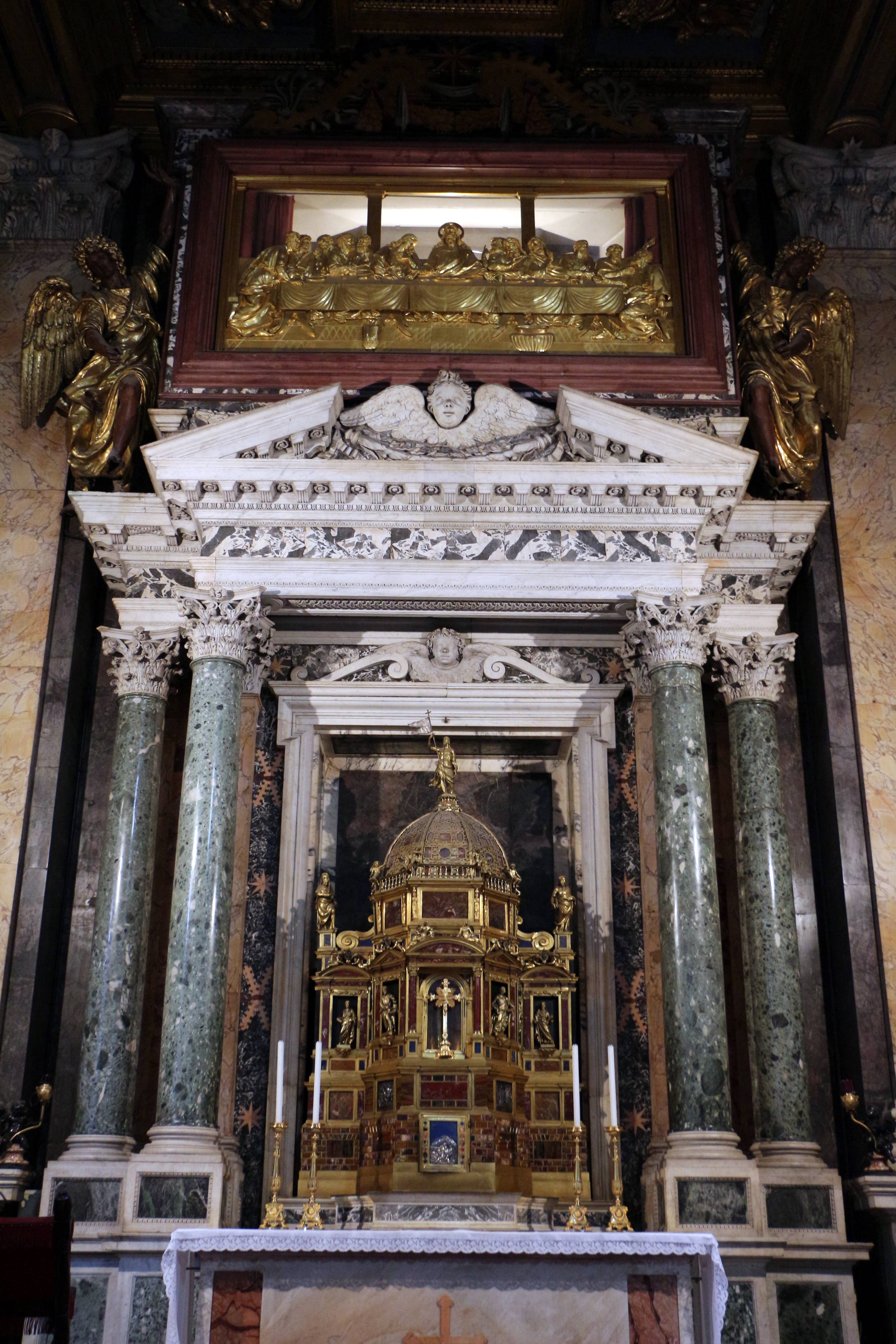
Алтарь Святого Причастия. 1599. Латеранская базилика, Рим
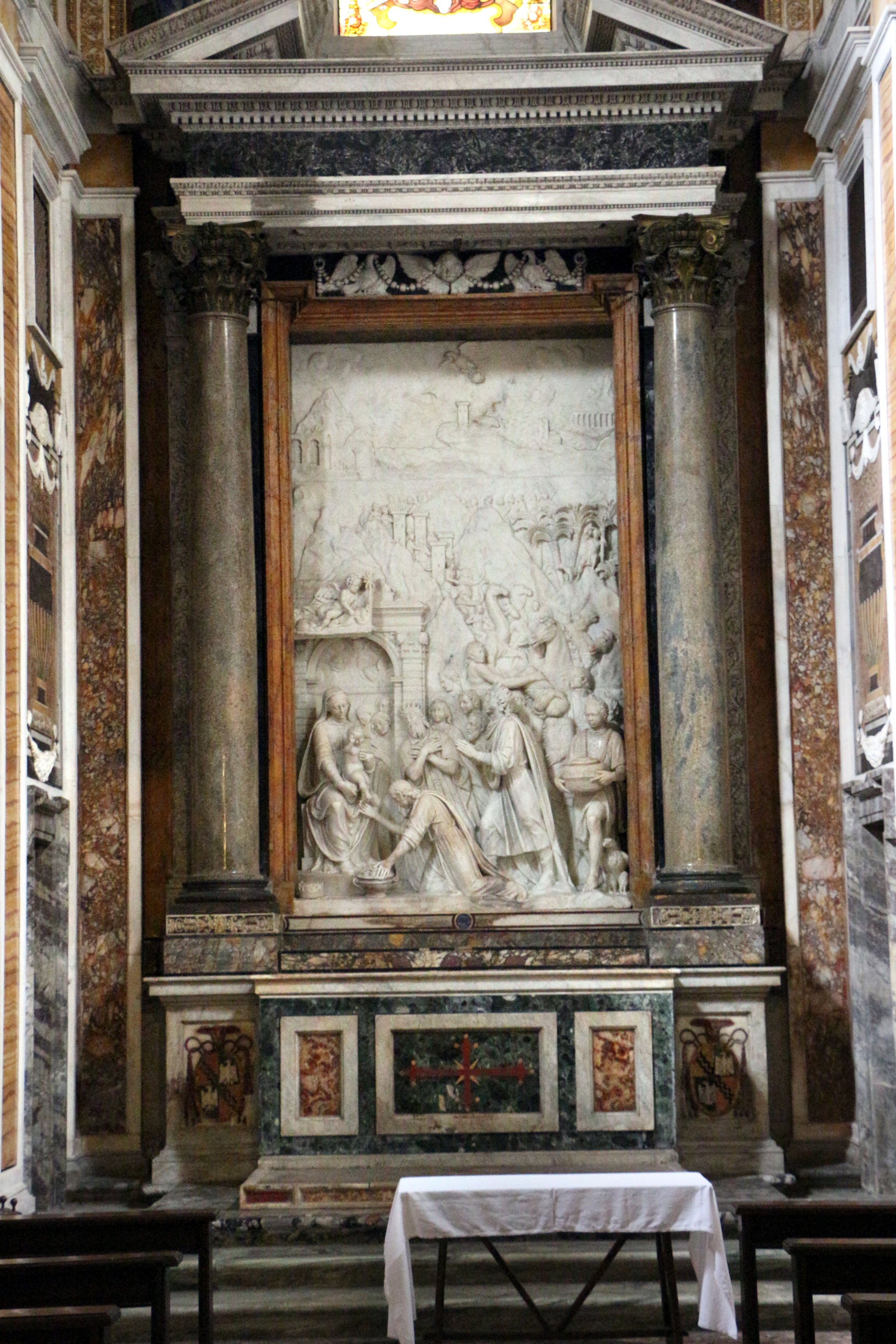
Поклонение волхвов. 1599. Алтарь церкви Санта-Пуденциана, Рим
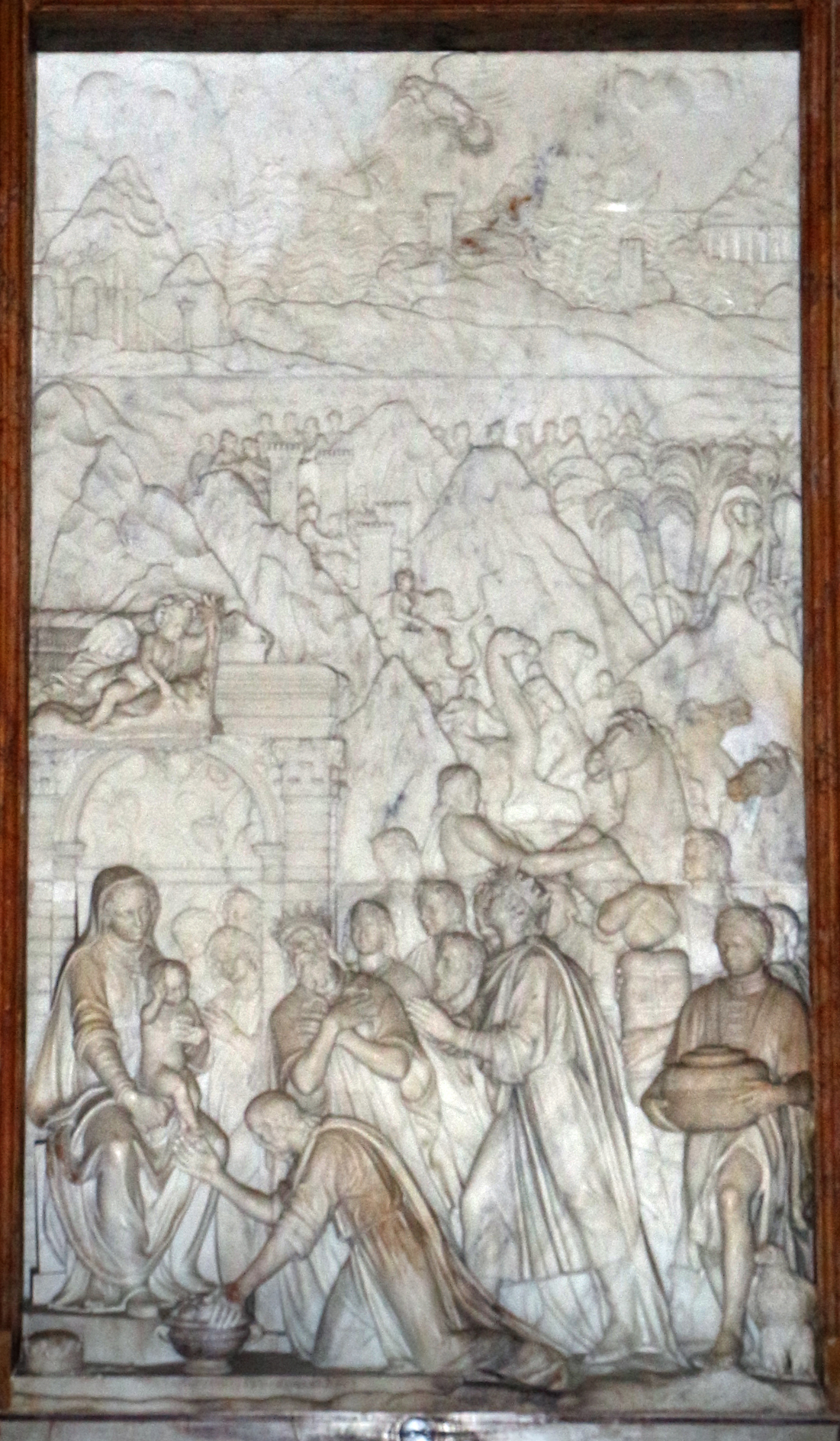
Pельеф алтаря